# Marion (Kentucky)
Marion – miasto w Stanach Zjednoczonych, w stanie Kentucky, siedziba administracyjna hrabstwa Crittenden.